# Bacolor (cratère)
Pour les articles homonymes, voir Bacolor.

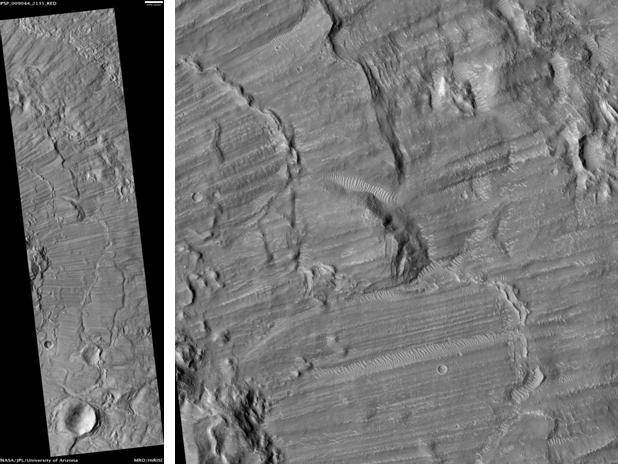
image du Bacolor du 22 mai 2009

Le cratère Bacolor est un cratère d'impact de 21,58 km de diamètre situé sur Mars dans le quadrangle de Casius . Sa location est 33.1 Nord et 118.9 Est . Il a été nommé en référence à la ville de Bacolor (en) aux Philippines.